# Cantril
Cantril és una població dels Estats Units a l'estat d'Iowa. Segons el cens del 2000 tenia 257 habitants.

## Demografia
Segons el cens del 2000, Cantril tenia 257 habitants, 112 habitatges, i 71 famílies. La densitat de població era de 194,6 habitants per km².
Dels 112 habitatges en un 25,9% hi vivien nens de menys de 18 anys, en un 52,7% hi vivien parelles casades, en un 6,3% dones solteres, i en un 36,6% no eren unitats familiars. En el 32,1% dels habitatges hi vivien persones soles el 23,2% de les quals corresponia a persones de 65 anys o més que vivien soles. El nombre mitjà de persones vivint en cada habitatge era de 2,29 i el nombre mitjà de persones que vivien en cada família era de 2,9.
Per edats la població es repartia de la següent manera: un 24,5% tenia menys de 18 anys, un 8,2% entre 18 i 24, un 20,6% entre 25 i 44, un 23,7% de 45 a 60 i un 23% 65 anys o més.
L'edat mediana era de 41 anys. Per cada 100 dones de 18 o més anys hi havia 96 homes.
La renda mediana per habitatge era de 22.917 $ i la renda mediana per família de 25.625 $. Els homes tenien una renda mediana de 27.778 $ mentre que les dones 19.000 $. La renda per capita de la població era de 12.488 $. Entorn del 21,7% de les famílies i el 22% de la població estaven per davall del llindar de pobresa.

## Poblacions properes
El següent diagrama mostra les poblacions més properes.